# Boyd Lee Dunlop
Boyd Lee Dunlop (20. června 1926 – 26. prosince 2013) byl americký jazzový klavírista. Přestože již od dětství hrál na klavír a během velké části svého života vystupoval po různých klubech, profesionální kariéru zahájil až ve vysokém věku. Své první album nazvané Boyd's Blues vydal v roce 2011, když mu bylo pětaosmdesát let. Druhé The Lake Reflection následovalo v roce 2013. Koncem padesátých let hrál jako sideman na albu Big Jay McNeelyho. V roce 2012 byl uveden do Buffalo Music Hall of Fame. Zemřel ve svých sedmaosmdesáti letech v roce 2013. Jeho bratrem je jazzový bubeník Frankie Dunlop.